# Jan Bosko
Jan Melchior Bosko (wł. Giovanni Melchiorre Bosco, ur. 16 sierpnia 1815 w Becchi, zm. 31 stycznia 1888 w Turynie) – włoski duchowny, prezbiter, założyciel zgromadzenia salezjanów i współzałożyciel zgromadzenia salezjanek oraz Stowarzyszenia Salezjanów Współpracowników, twórca Rodziny Salezjańskiej, święty Kościoła katolickiego. Nazywany jest „Ojcem i Nauczycielem Młodzieży”.

## Życiorys

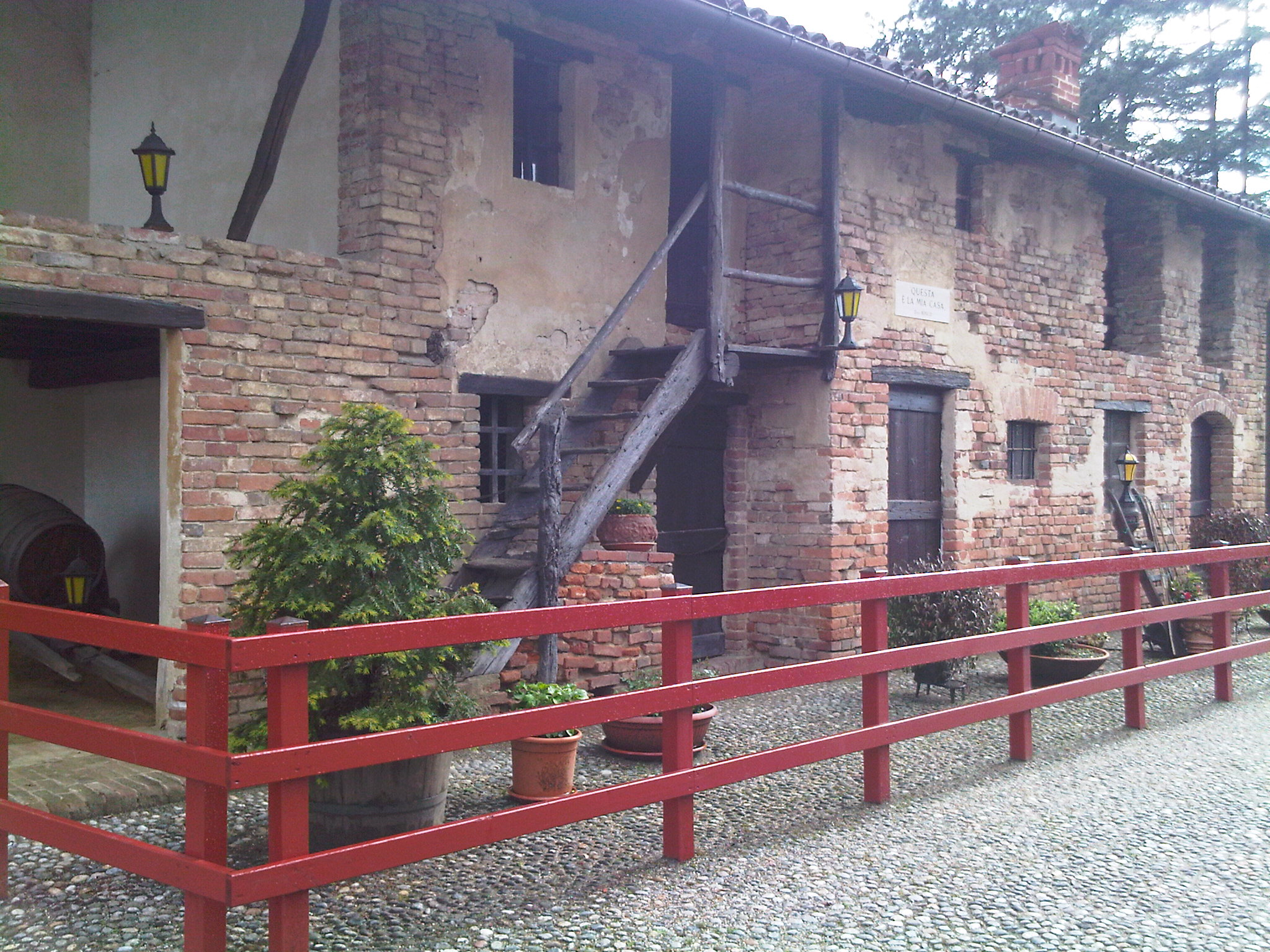
Dom, w którym urodził się św. Jan Bosko

### Dzieciństwo
Choć autobiografia świętego, Wspomnienia Oratorium, wskazuje jako datę jego urodzenia dzień 15 sierpnia, w księgach i rocznikach państwowych figuruje on konsekwentnie pod datą urodzenia 16 sierpnia 1815 roku.
Jan Bosko w wieku dwóch lat i pięciu miesięcy stracił ojca Franciszka i od tej pory wychowywała go tylko matka, Małgorzata Occhiena. Miał dwóch starszych braci, Józefa i Antoniego. Antoni pochodził z pierwszego małżeństwa ojca. Jan mieszkał w małej rolniczej wiosce. Żył w czasach, w których w jego rodzinnym Piemoncie (obecnie część Włoch) dokonywały się przemiany polityczne: m.in. zjednoczenie Włoch w granicach zbliżonych do obecnych. Był linoskoczkiem, iluzjonistą i opowiadał świetne przypowieści, których przychodzili słuchać zarówno jego koledzy, jak i dorośli. Organizował spotkania dla swoich kolegów z modlitwą, tzw. „kazaniem”, czyli powtórzeniem kazania z niedzielnej mszy św. i występem w roli linoskoczka, co miało miejsce w tej kolejności. W wieku 9 lat miał proroczy sen – śniło mu się, że zostanie pomocnikiem Chrystusa, co zrozumiał dopiero później. Miał doskonałą pamięć – potrafił powtórzyć w całości kazanie usłyszane w kościele czy też idealnie powtórzyć słowa nauczyciela na lekcji.

### Nauka
Na przełomie roku 1824/1825 rozpoczął naukę – początkowo u mieszkańców wsi, później u księdza Lacqua w Capriglio. 26 marca 1826 roku przyjął Pierwszą Komunię Świętą w kościele parafialnym w Castelnuovo. W lutym 1827 roku musiał opuścić dom, gdyż jego brat Antoni wywoływał awantury ze względu na jego naukę – uważał, że nie była ona Jankowi potrzebna. Znalazł zatrudnienie jako chłopiec stajenny u rodziny Moglia. W listopadzie 1829 roku wrócił do domu. Od tej pory uczył się u księdza Calosso, który mieszkał w Morialdo. W listopadzie 1830 roku ksiądz zmarł. Jan ponownie podjął naukę w grudniu 1831 roku w szkole powszechnej księcia Emanuela Virano w Castelnuovo. Zmiana nauczyciela, na dobrze znanego księdza Moglia, spowodowała, że Jan Bosko postanowił pójść w listopadzie 1831 roku do szkoły w Chieri. Nauczył się szyć, robić likiery, był szewcem oraz sprzedawał w kawiarni.

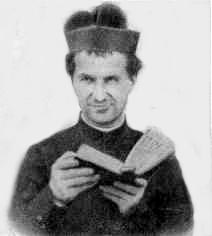
Św. Jan Bosko

### Seminarium
18 kwietnia 1834 roku Jan Bosko spełniał wszystkie warunki i mógł zostać przyjęty do zakonu franciszkańskiego. Był na to zdecydowany, jednak pewien sen zmienił jego zdanie na ten temat. Poradził się księdza Cafasso, który zasugerował mu, by został klerykiem. W seminarium spotkał Alojzego Comollo, którego uznał za wzorowego kleryka. Umówili się, że ten, który umrze pierwszy, przyjdzie w nocy do drugiego i powie czy jest zbawiony. Pierwszy umarł, po chorobie, Alojzy, który odwiedził seminarium i powiedział Jankowi, że jest w Królestwie Niebieskim. Sytuacja ta jest bardzo często wspominana. Św. Jan Bosko posługę kapłańską rozpoczyna 5 czerwca 1841 roku.

### Kapłaństwo
Swoją posługę kapłańską wykonywał przede wszystkim wśród więźniów i chorych. Dzień 8 grudnia 1841 roku (Święto Niepokalanego Poczęcia Najświętszej Maryi Panny) uznaje się za początek jego apostolstwa wśród młodzieży i Oratorium. Pomagał chłopcom znajdować pracę, a także zabierał ich na wycieczki i organizował zabawy. Odprawiał dla nich msze św. i nabożeństwa oraz spowiadał. 12 października 1844 r. ksiądz Bosko otworzył swoje pierwsze oratorium dla młodzieży, które znajdowało się na Valdocco, na przedmieściach Turynu. Było to miejsce zabawy i nauki, które z czasem zostało rozbudowywane. Siedziba oratorium była wielokrotnie przenoszona, aż 5 kwietnia 1846 roku wreszcie znaleziono stałe miejsce w małej szopie należącej do Franciszka Pinardiego, od którego odkupiono później cały dom (19 lutego 1851 roku). Kolejne oratorium otwarto 8 grudnia 1847 roku. W 1852 roku Bosko zbudował kościół dla swoich podopiecznych, a rok później rozbudowano oratorium. Później otworzył dla swoich wychowanków zakłady pracy, a całe dzieło rozrastało się w szybkim tempie przez następne lata. W pracy św. Janowi Bosko pomagał św. Józef Cafasso, a później także matka ks. Bosko – Małgorzata Occhiena. Wychowankami Oratorium byli m.in. św. Dominik Savio, bł. Michał Rua i Jan Cagliero.

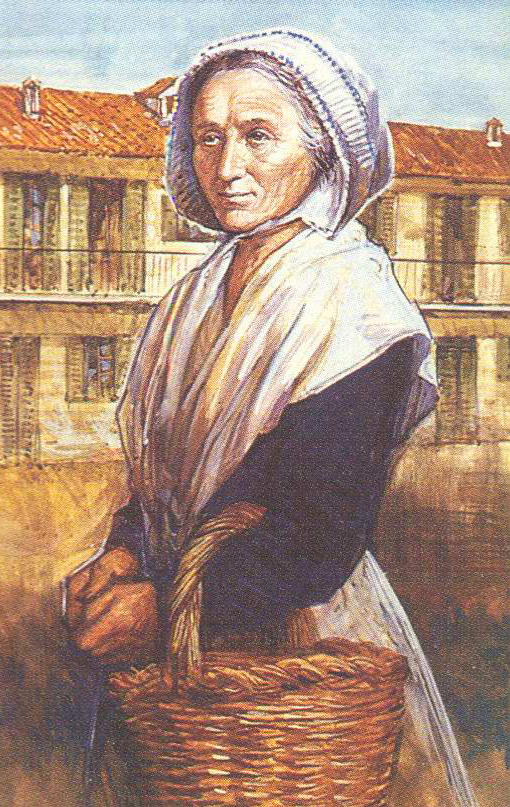
„Matusia Małgorzata” – matka św. Jana Bosko; czcigodna sługa Boża

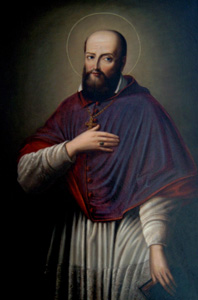
św. Franciszek Salezy – patron Zgromadzenia Salezjanów

### Założenie zgromadzeń
W dniu 26 stycznia 1854 roku ksiądz Bosko zapowiedział utworzenie Towarzystwa Świętego Franciszka Salezego. Nazwa została wzięta od św. Franciszka Salezego – biskupa i doktora Kościoła, którego kult polecił Janowi Bosko ks. Cafasso. Rok później 25 marca zostało ono oficjalnie założone, a pierwszym salezjaninem został Michał Rua, późniejszy następca Jana Bosko. 11 listopada 1872 roku Bosko założył Zgromadzenie Córek Maryi Wspomożycielki Wiernych. Dwa lata później Zgromadzenie wysłało pierwszych misjonarzy do Ameryki. W międzyczasie w całej Europie powstawały kolejne domy salezjańskie. Jan Bosko był też twórcą Rodziny Salezjańskiej. Rodzina Salezjańska św. Jana Bosko jest zjednoczeniem wspólnot, instytutów zakonnych i świeckich oraz grup apostolskich, które żyją tym samym duchem salezjańskim i pełnią podobną funkcję ewangelizacji i pracy z młodzieżą.

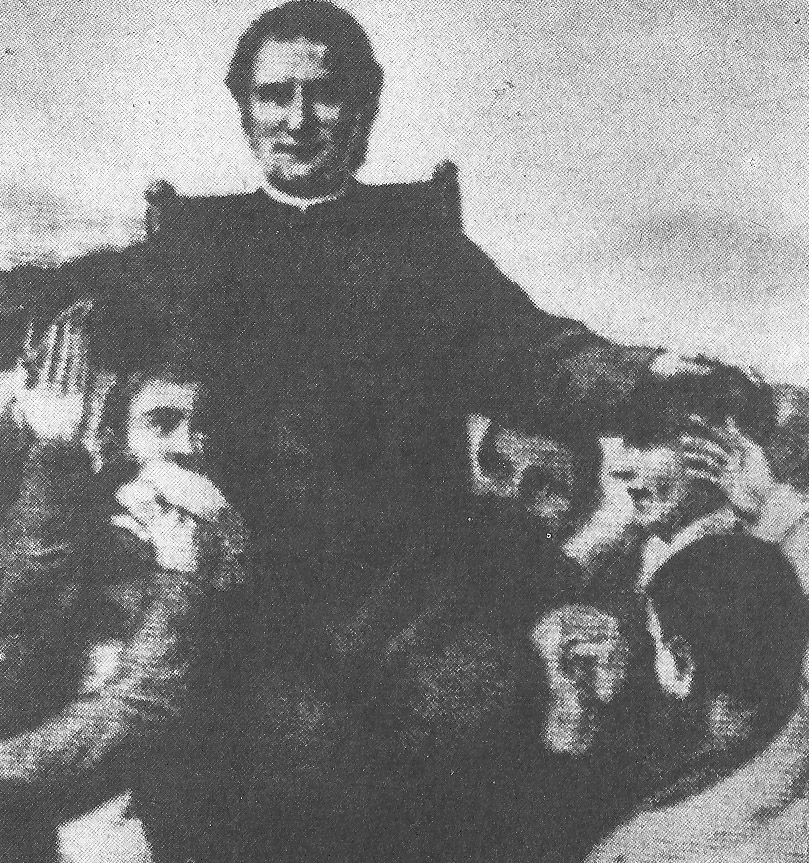
Św. Jan Bosko z wychowankami

### Ostatnie lata życia i początki zgromadzenia
Ks. Jan Bosko umarł 31 stycznia 1888 roku o świcie. Umierając, ks. Jan Bosko zostawił zakon umocniony i posiadający 65 domów. Pierwszym następcą św. Jana Bosko został Michał Rua. Na misjach kardynałem został ks. Jan Cagliero. Do Polski salezjanie przybyli 10 lat po śmierci założyciela, a salezjanki – 24 lata później.

## Zaangażowanie polityczne
Ksiądz Bosko zawsze omijał sprawy polityczne. Kiedy nie było to konieczne – nie wypowiadał się na tematy polityczne. Mimo przemian politycznych we Włoszech był bezstronny. W sprawach politycznych mówił tylko o tym, co dotyczy Kościoła, wiary chrześcijańskiej i wartości. Mówił, że jego polityką jest Ojcze Nasz.

## Zaangażowanie społeczne
Ksiądz Bosko żył w czasach przemian społecznych i technologicznych we Włoszech. W czasach jego życia miały miejsce przemiany polityczne, a ludzie dążyli do demokracji i konstytucyjnej formy rządów. W tych czasach bardzo często młodzież pracowała po 12-15 godzin dziennie, często w bardzo ciężkich warunkach. Niektórzy tracili pracę po powstaniu fabryk, w których zatrudniano mniej ludzi. Jan Bosko zajmował się właśnie młodzieżą opuszczoną i potrzebującą, która często zamiast uczyć się, pracowała w nieludzkich warunkach – nie było ustalonych godzin pracy, umów o pracę, pracodawcy nie dbali o bezpieczeństwo swoich pracowników, a czas pracy nie pozwalał na rozpoczęcie podstawowej nauki.

## Kult Maryjny
Św. Jan Bosko odnowił kult Maryi Wspomożycielki Wiernych. Na Valdocco wybudowano też dla uczniów ks. Bosko kościół pod Jej wezwaniem. Ten kult rozszerzał się później, czego przykładem są salezjanki – Córki Maryi Wspomożycielki Wiernych. Dzisiaj liczne parafie salezjańskie mają wezwanie MB Wspomożenia Wiernych. W niektórych miejscach mają też miejsca cuda za wstawiennictwem Maryi Wspomożycielki np. w Rumi, gdzie na obraz w tamtejszej parafii zostały nałożone korony biskupie, a koronacji tej dokonał ówczesny arcybiskup metropolita gdański – Sławoj Leszek Głódź.

## System wychowawczy
Jan Bosko wprowadził w swoich domach system prewencyjny. Opiera się on w całości na rozumie, religii i miłości wychowawczej; natomiast zakazuje wszelkiego rodzaju kar cielesnych. Wprowadza zasadę, że wychowawca stara się być dla wychowanka przyjacielem, a nie osobą, która go nadzoruje i wymierza odpowiednie kary.

## Relikwie

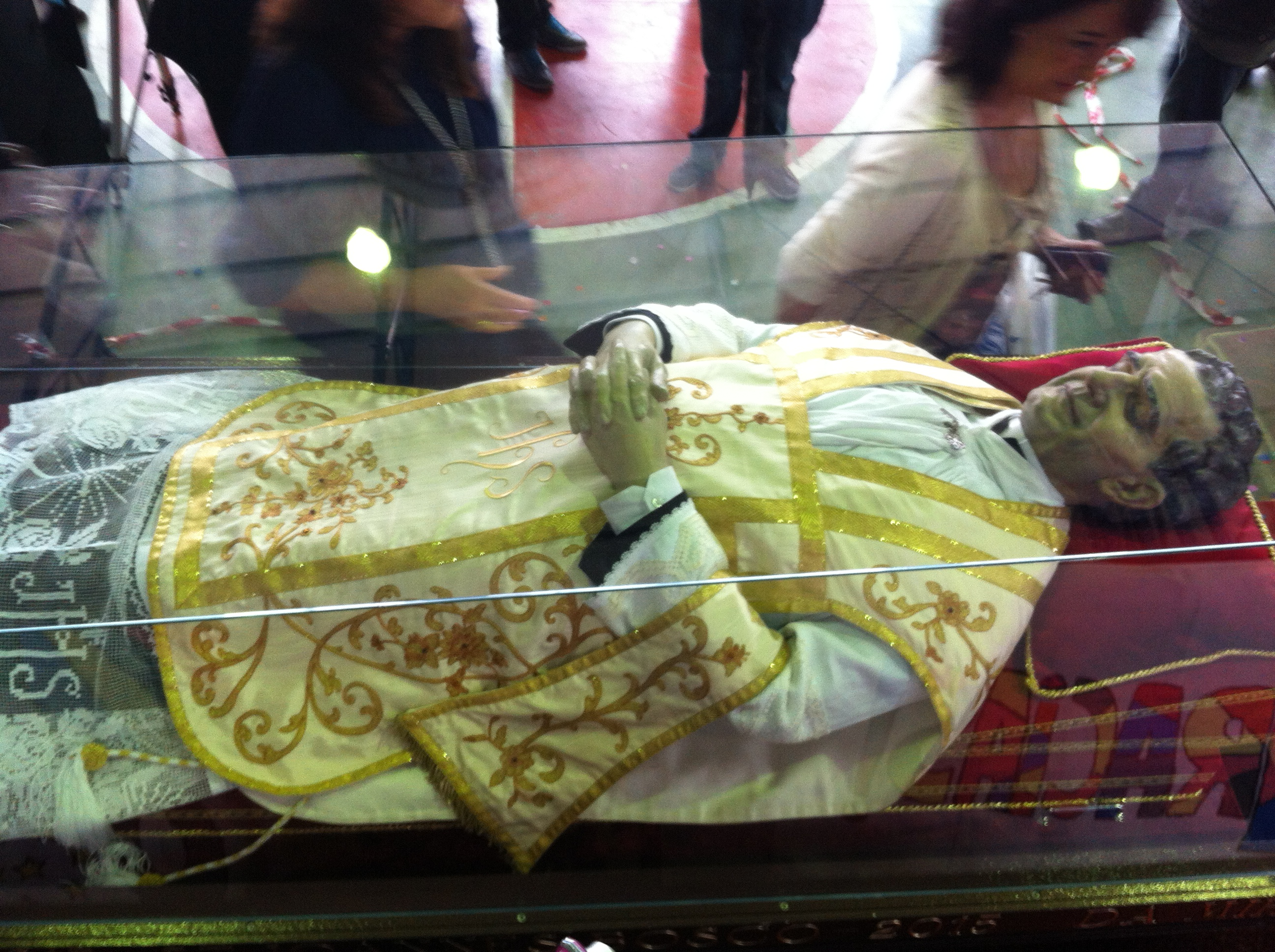
Urna z relikwiami św. Jana Bosko

Ciało świętego zostało początkowo pochowane w kościele Instytutu Salezjańskiego w Valsalice, w Turynie. Potem relikwie świętego złożono na stałe w szklanym sarkofagu, który do dziś znajduje się nad bocznym ołtarzem w bazylice Maryi Wspomożycieli Wiernych w Turynie. Relikwiarz zawiera prawą dłoń świętego i wykonany jest z aluminium, brązu i kryształu, waży ponad pół tony; ma dwa i pół metra długości, półtora – wysokości i metr szerokości. Wewnątrz za szkłem spoczywa naturalnej wielkości figura św. Jana Bosko ubrana w sutannę i ornat.

## Patronat, dzień obchodów, ikonografia, sanktuaria
Jest patronem m.in. młodzieży, uczniów i studentów. W dniu 15 sierpnia 2013 św. Jan Bosko został patronem miasta Oświęcim, a także od 27 stycznia 2019 jest patronem miasta Rumia.
W ikonografii święty przedstawiany jest przy łóżku chorego w szpitalu lub prowadzący dwóch uśmiechniętych, patrzących na niego chłopców.
Jego wspomnienie liturgiczne w Kościele katolickim obchodzone jest w dies natalis (31 stycznia).
Kościoły pod wezwaniem św. Jana Bosko obecne są na całym świecie. Spotkać je można przede wszystkim na terenach pracy salezjanów, salezjanek, grup Rodziny Salezjańskiej.
Patron Podwórkowych Kół Różańcowych Dzieci, a także Światowych Dni Młodzieży 2023.

## Beatyfikacja i kanonizacja
Święty Jan Bosko został beatyfikowany 2 czerwca 1929 i kanonizowany 1 kwietnia 1934 przez Piusa XI. Kanonizowany został w dzień Wielkanocy, który to dzień sprawił, że „Rzym był naprawdę salezjański”.